# Баво, Морис
Морис Баво́ (фр. Maurice Bavaud, 15 января 1916 года — 14 мая 1941 года) — швейцарский гражданин, совершивший в 1938 году неудачное покушение на Гитлера и казнённый на гильотине.

## Биография

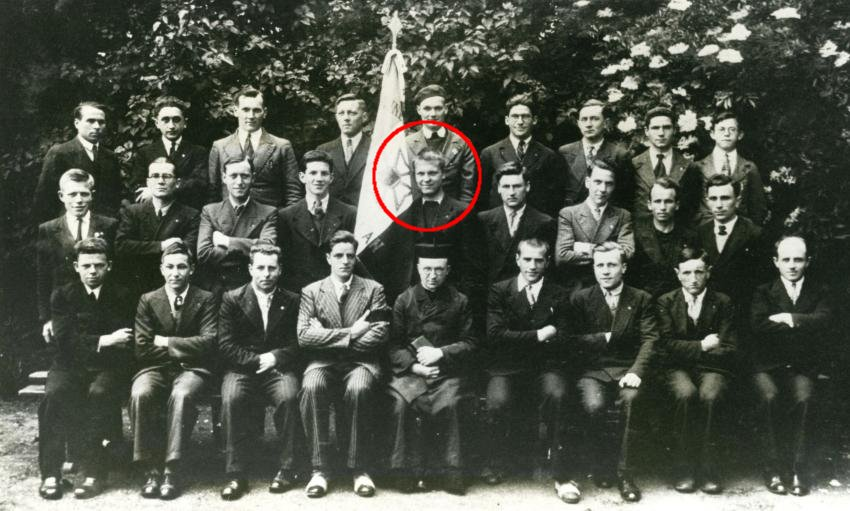
В школьные годы

Баво родился в городе Невшатель, столице одноимённого кантона. Баво был католиком, изучал теологию и входил в антикоммунистическую группу Compagnie du Mystère. Под влиянием лидера группы Марселя Гербоэ психически неуравновешенный Баво пришёл к мысли о необходимости убийства Гитлера.
Он купил пистолет и прибыл в Берлин 9 октября 1938 года, но Гитлер в то время находился в своей резиденции в Берхтесгадене. Тогда он поехал в Мюнхен, чтобы застрелить Гитлера во время ежегодной речи в честь годовщины Пивного путча 9 ноября. Баво представился журналистом и с немалым трудом достал пригласительный билет на гостевую трибуну, находившуюся в 8 — 10 метрах от места, где Гитлер обычно проходил во время торжественного шествия. Но по неизвестной причине Гитлер изменил традиции и проследовал к зданию пивного зала по противоположной стороне улицы, оказавшись в 30 метрах от трибуны, из-за чего Баво не имел возможности произвести точный выстрел. По случайному совпадению, той же ночью по Германии прошли еврейские погромы, известные как Хрустальная ночь.
Баво пытался снова найти Гитлера в Берхтесгадене и добиться встречи с ним с помощью фальшивого рекомендательного письма, но потерпел неудачу. 
К январю 1939 года он израсходовал все свои деньги, и поэтому попытался уехать в Париж без билета. В поезде он был задержан, и у него обнаружили пистолет и фальшивое рекомендательное письмо, с которым Баво рассчитывал на личную встречу с Гитлером. После допроса и пыток в гестапо признался в попытке покушения. Баво судила Народная судебная палата; на суде Баво назвал Гитлера угрозой Швейцарии, католицизму и человечеству вообще. Швейцария, которая проводила политику нейтралитета до и во время Второй мировой войны, не стала вмешиваться и предпринимать усилия по защите или экстрадиции Баво. Посол Швейцарии Ханс Фрёлихер охарактеризовал поступок Баво как «деяние, достойное презрения», и ни разу не посетил его в тюрьме. 18 декабря 1939 года он был приговорён к смерти. Гильотинирован в берлинской тюрьме Плётцензее 14 мая 1941 года.
В 1950-х годах в швейцарском суде дело Баво было пересмотрено. Баво не был полностью реабилитирован, так как покушение на государственного деятеля по всем законам являлось преступлением, но он был признан заслуживающим только тюремного заключения. Правительство Германии выплатило семье Баво компенсацию в 40 000 швейцарских франков. В ноябре 2008 года действующий президент Швейцарии Паскаль Кушпен признал, что правительство Швейцарии должно было вмешаться и защищать интересы Баво. По его словам, «Баво заслуживает нашего признания… он предугадал, какие несчастья Гитлер может принести всему миру».